# Grense Jakobselv

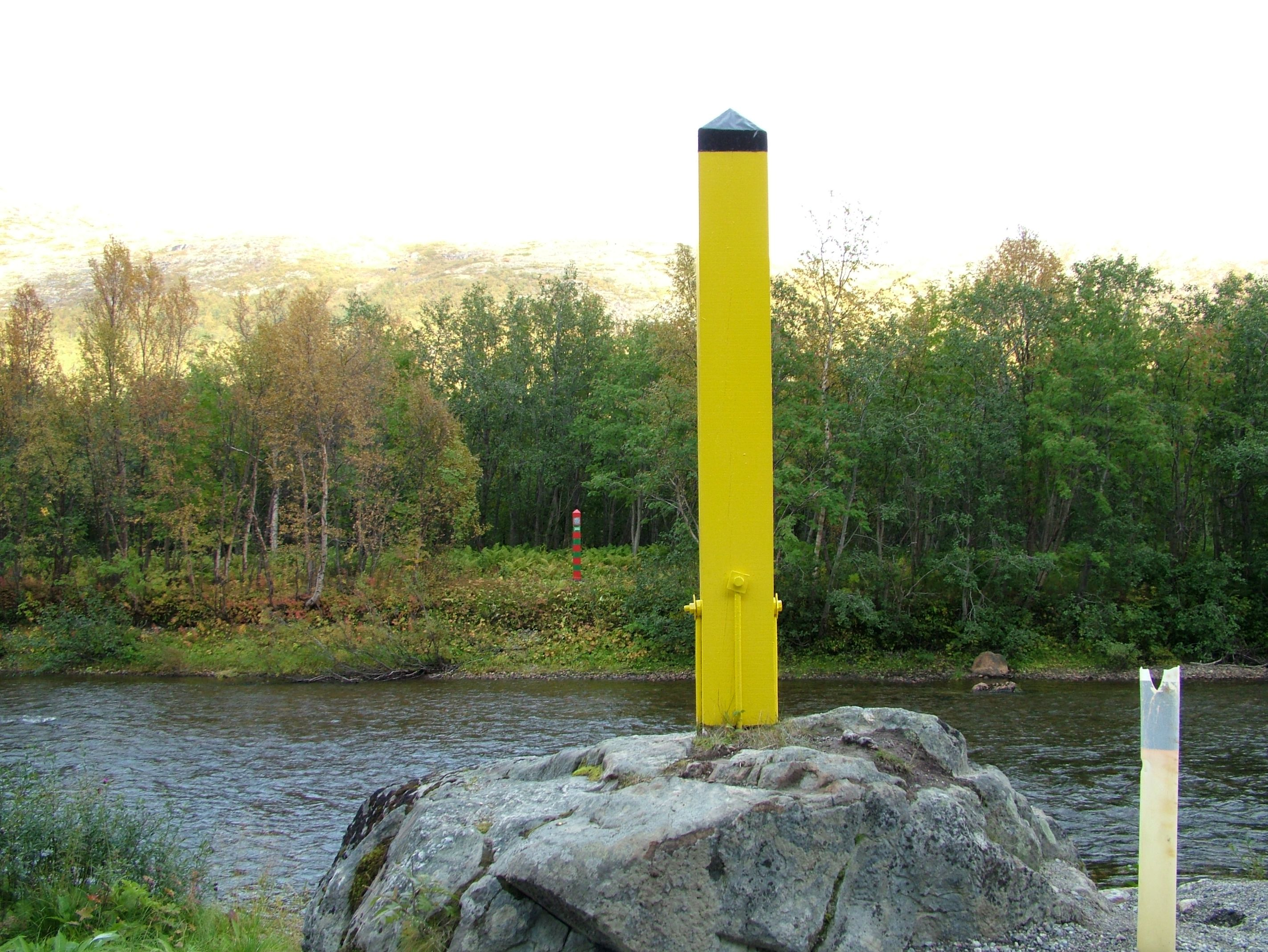
Gränsmärke 386. Gul stolpe med svart topp markerar norsk sida, röd och grön stolpe på andra sidan älven rysk sida. Gränsen går i älven mellan dessa stolpar.

Grense Jakobselv  (nordsamiska: Vuorjánjohka) är en tidigare permanent åretrunt-bebodd fiske- och jordbruksbygd utefter Jakobselvas dalgång i Sør-Varangers kommun i Finnmark fylke, som på en sträcka också utgör den norsk-ryska gränsen. Området sträcker sig från Jakobselvas mynning i Varangerfjorden och upp till Elveheim cirka 15 kilometer i syd-sydost. Sommartid finns det från Kirkenes och till hamnen vid älvmynningen, varav de sista cirka 10 km följer älvdalen, en farbar väg för personbilar. Tidigare fanns permanent bosättning med affär, skola, prästboställe och även tullstation, men den tynade successivt bort och övergavs helt i början av 1980-talet. Därefter används området för rekreationssyfte, vilket inkluderar att åkrar och ängsmarker hålls öppna från att växa igen.
Garnisonen i Sør-Varanger har sin nordligaste gränsstation i Grense Jakobselv och patrullerar regelbundet området med bland annat fyrhjulingar.
Gränsen placerades i älven i gränsavtalet 1826. Efter att norska fiskare råkat i konflikt med ryska fiskare i området, begärde de att få en kanon stationerad där för att freda sina fiskevatten. En utsänd granskningsman föreslog istället att en kyrka skulle byggas för att markera områdets norska tillhörighet och samtidigt underlätta kyrkobesök för fiskarna och bönderna. Kyrkan blev klar 1869 och vid kung Oscar II:s besök 1873 uttryckte han en önskan om att få kapellet uppkallat efter sig, varför det nu heter Oscar II:s kapell.
Under Andra Världskriget intogs byn av Sovjetiska styrkor den 24 oktober 1944 som förföljde retirerade Tyska styrkor.

## Bildgalleri

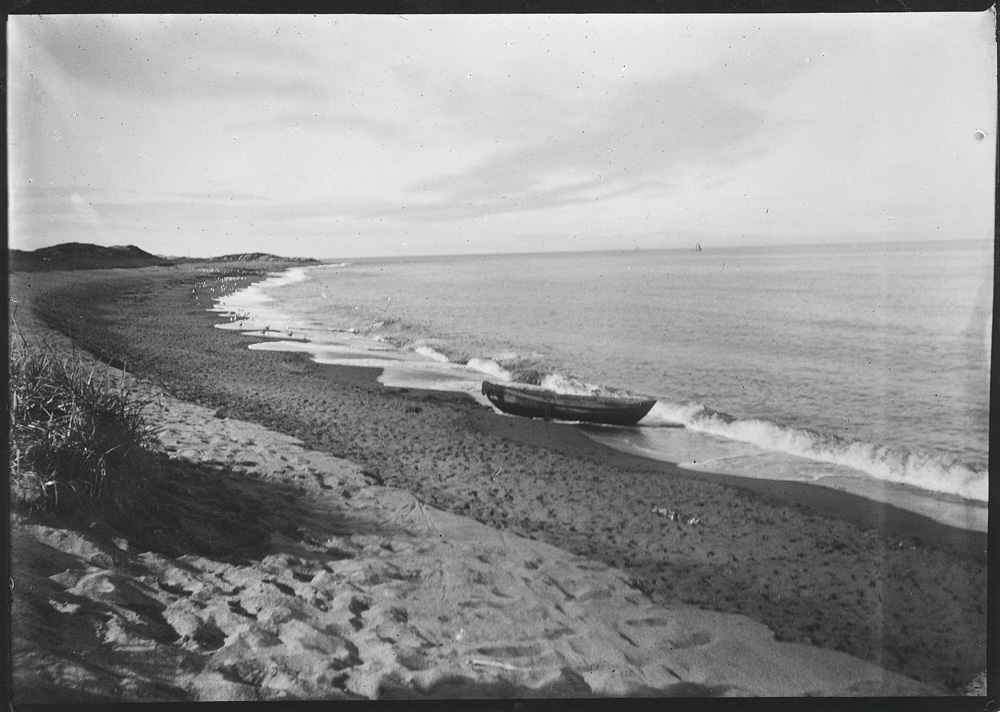
Båt på stranden, omkring sekelskiftet 1800/1900. Foto: Ellisif Wessel.
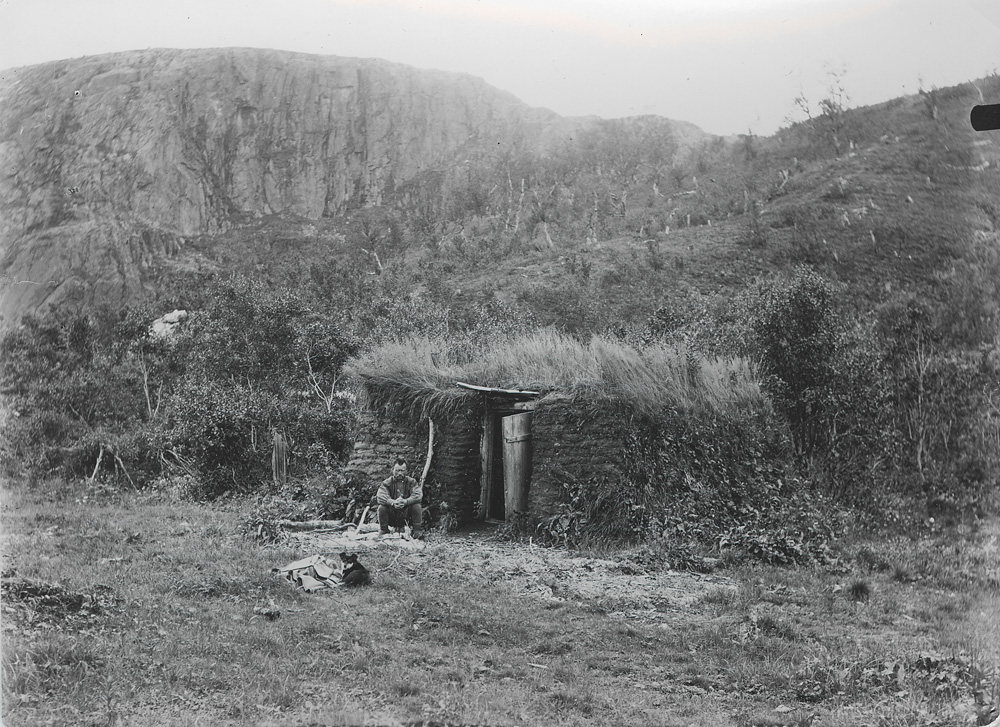
Hydda i Grense Jakobselv, omkring sekelskiftet 1800/1900. Foto: Ellisif Wessel.
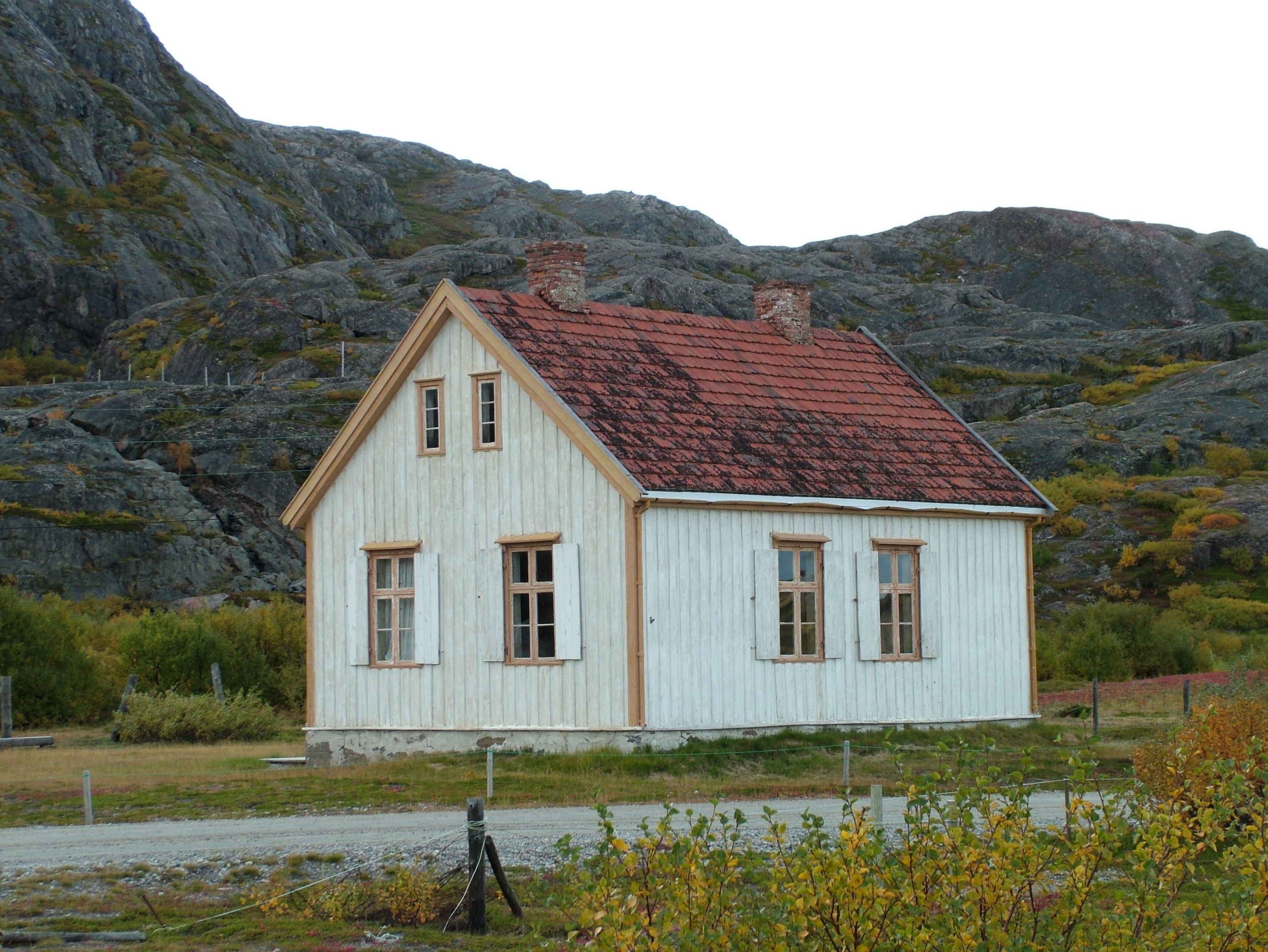
Prästgården.
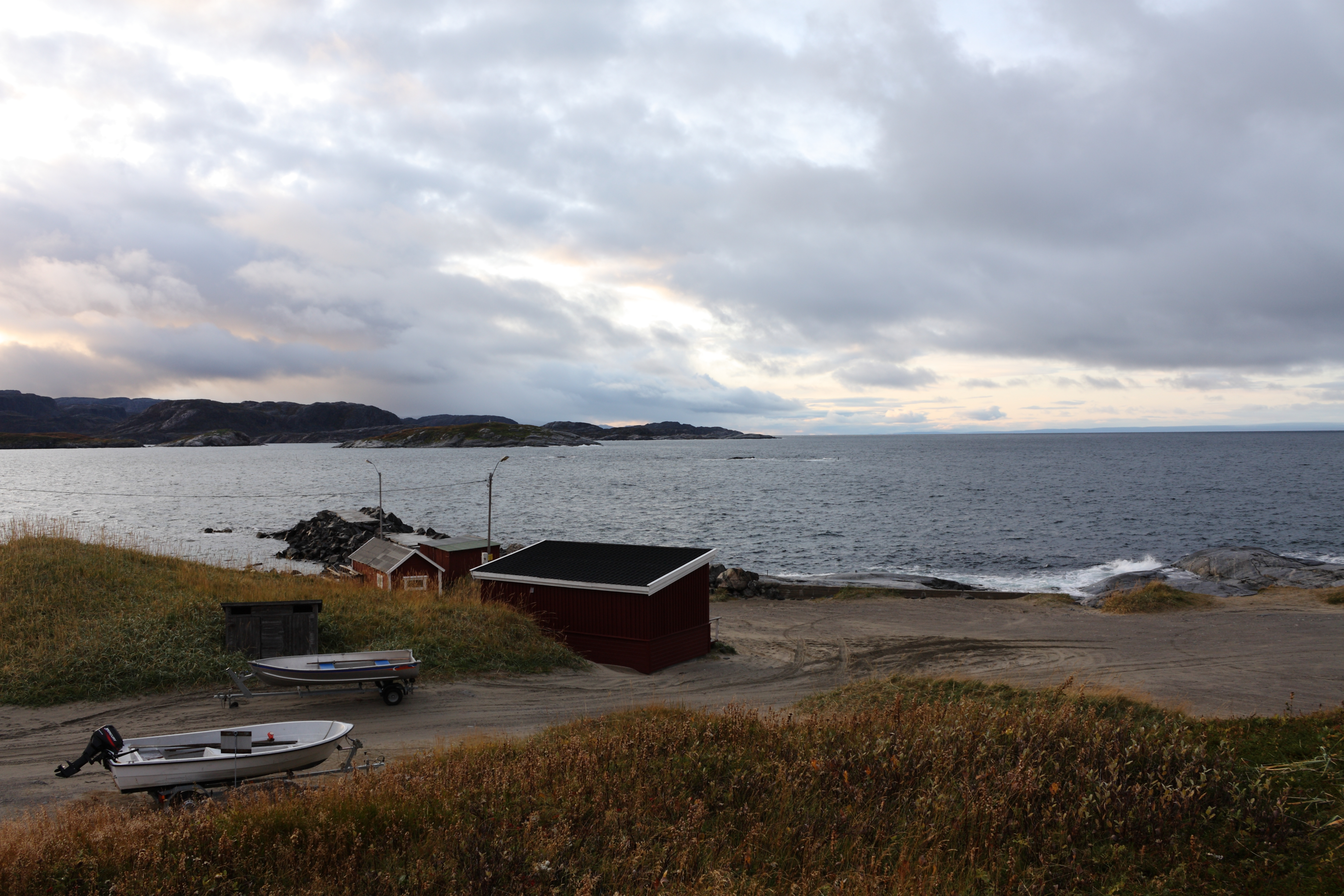
Vy från hamnen, 2009.
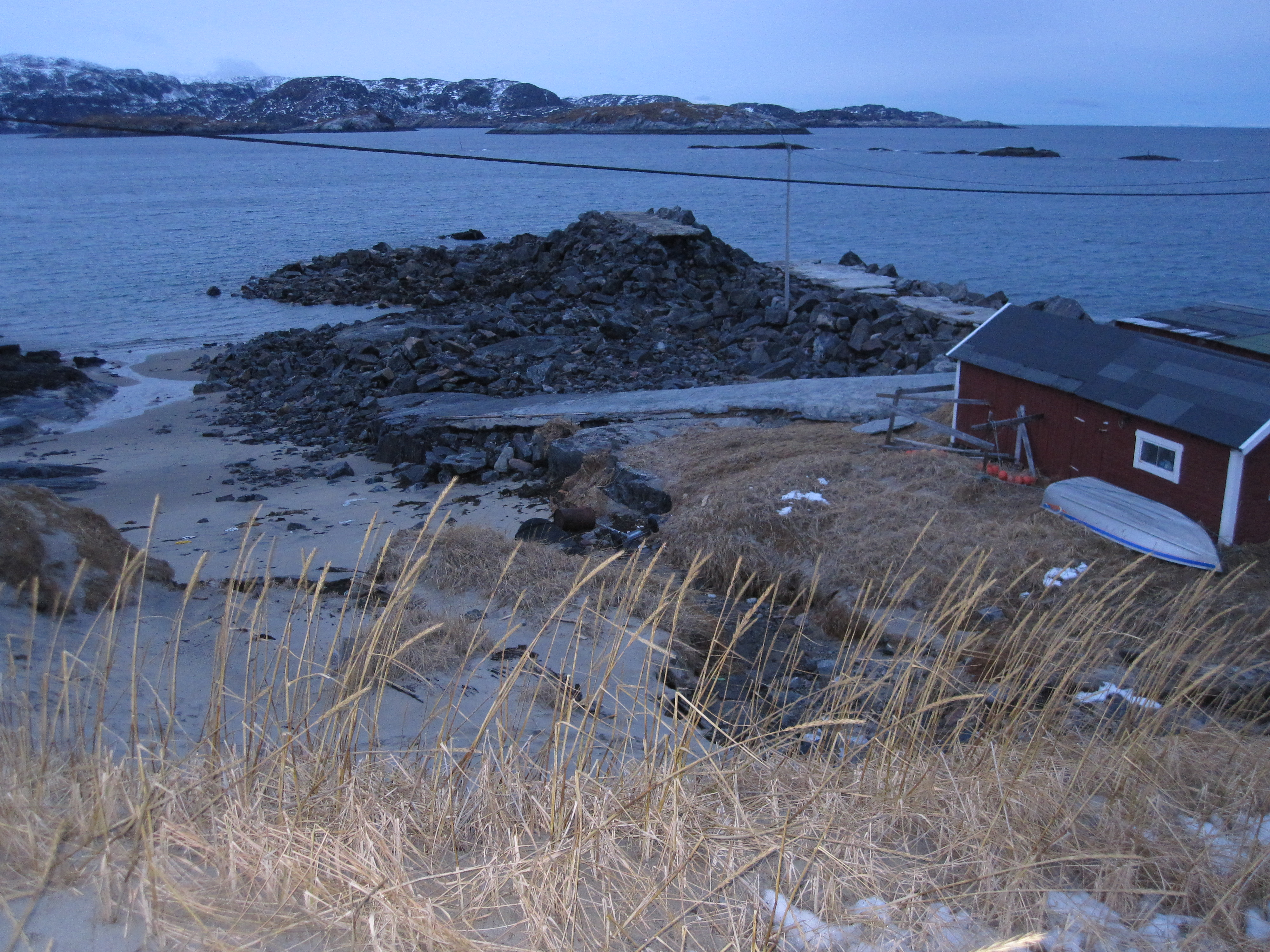
Hamnen i Grense Jakobselv, 2011.